# Primo ministro della Georgia
Il primo ministro della Georgia (in georgiano: საქართველოს პრემიერ-მინისტრი, romanizzato: Sakartvelos p'remier-minist'ri) è il capo del governo e il capo esecutivo della Georgia. Il primo ministro organizza, dirige e controlla le funzioni del governo e firma gli atti legali del governo. Nomina e revoca i ministri del governo. Il primo ministro rappresenta la Georgia nelle relazioni estere e conclude trattati internazionali a nome della Georgia. È responsabile delle attività del governo dinanzi al Parlamento della Georgia.
Il primo ministro è nominato da un partito politico che ha ottenuto i migliori risultati nelle elezioni parlamentari. Il candidato deve ottenere il voto di fiducia del Parlamento e poi essere nominato dal Presidente della Georgia.
Irak'li K'obakhidze è il primo ministro in carica dall'8 febbraio 2024.

## Storia
La carica di Primo ministro sotto il nome di Presidente del Governo fu introdotta in Georgia alla sua dichiarazione d'indipendenza nel maggio 1918. Fu abolita con l'acquisizione sovietica del paese nel febbraio 1921. La Georgia recentemente indipendente stabilì la carica di Primo ministro nell'agosto 1991, solo per essere abolita de facto all'indomani del colpo di stato militare del gennaio 1992 e legalmente nella Costituzione del 1995. L'ufficio è stato reintrodotto nell'emendamento costituzionale del febbraio 2004 e ulteriormente modificato a seguito di una serie di emendamenti approvati tra il 2011 e il 2018.

## Requisiti
La carica di primo ministro non può essere ricoperta da un cittadino della Georgia che sia contemporaneamente cittadino di un Paese straniero.

## Nomina
Il primo ministro è nominato da un partito politico che ha ottenuto i migliori risultati nelle elezioni parlamentari. Il candidato alla premiership e i candidati ministeriali da lui scelti devono ottenere il voto di fiducia del Parlamento e quindi, entro 2 giorni dal voto di fiducia, essere nominato dal Presidente della Georgia. Se il Presidente non nomina il Primo ministro entro il termine stabilito, il Presidente del Consiglio si considera nominato. Se il voto di fiducia parlamentare non viene approvato entro il termine stabilito, il Presidente scioglie il Parlamento non prima di due settimane e non oltre tre settimane dopo la scadenza del rispettivo periodo di tempo e convoca le elezioni parlamentari straordinarie.

## Funzioni
Il primo ministro della Georgia è il capo del governo, responsabile delle attività del governo e della nomina e della revoca dei ministri. È responsabile davanti al parlamento. Il Primo ministro firma gli atti legali del governo e controfirma alcuni degli atti emanati dal Presidente della Georgia.
Il Primo ministro ha anche il diritto di prendere decisioni sull'uso delle Forze di difesa durante la legge marziale senza l'approvazione del Parlamento. Durante la legge marziale, il primo ministro diventa membro del Consiglio di difesa nazionale, un organo consultivo presieduto dal presidente della Georgia.